# Club Can’t Handle Me
Club Can't Handle Me – piosenka amerykańskiego rapera Flo Ridy i francuskiego DJ Davida Guetty. Piosenka została wydana jako digital download na iTunes w dniu 28 czerwca, jako pierwszy singiel z albumu Step Up 3D. Utwór pojawi się również na trzecim albumie Flo Ridy Only One Flo (Part 1). Piosenka zajęła pierwsze miejsce w listach przebojów w Polsce, Irlandii, Szkocji i Wielkiej Brytanii. Singiel znalazł się także w pierwszej piątce na listach przebojów w Australii, Nowej Zelandii, Kanadzie, Belgii oraz Finlandii. Teledysk został nakręcony w Los Angeles przez Marca Klasfelda.

## Oceny krytyków
Nick Levine z Digital Spy dał piosence cztery na pięć gwiazdek i napisał, że piosenka „Club Can't Handle Me” może powtórzyć sukces piosenki „I Gotta Felling”, grupy Black Eyed Peas i pochwalił Flo Ridę za teksty, a Davida za produkcję. Recenzentka z magazynu Billboard oceniła piosenkę pozytywnie, nazywając go „zakaźnym”. Stwierdziła, że Guetta wykonał świetną robotę, a utwór stosunkowo różni się od wielkiego hitu „I Gotta Felling”, natomiast Flo Ridę pochwaliła za dopasowany tekst piosenki.

## Występy na żywo
14 lipca 2010 roku Flo Rida wykonał piosenkę w programie The Tonight Show with Jay Leno. W dniu 2 sierpnia wystąpił w The Wendy Williams Show, a 3 sierpnia zaśpiewał piosenkę w programie Jimmy Kimmel Live!. Natomiast 5 sierpnia 2010 Flo Rida zaśpiewał ją w So You Think You Can Dance. Utwór był również wykorzystywany w celu promowania filmu „Step Up 3D”, więc raper pojawił się 13 sierpnia w programie Late Night with Jimmy Fallon.

## Lista utworów
- Digital download[7]

1. „Club Can't Handle Me” (featuring David Guetta) – 3:53
2. „Fresh I Stay” – 3:05

- Digital download - The Remixes[8]

1. „Club Can't Handle Me” (Sidney Samson Remix) – 6:04
2. „Club Can't Handle Me” (Ridney Vocal Remix) – 6:10
3. „Club Can't Handle Me” (Felguk Remix) – 5:51
4. „Club Can't Handle Me” (Manufactured Superstars Remix) – 5:15
5. „Club Can't Handle Me” (Fuck Me I'm Famous Remix) – 6:10

## Notowania i certyfikaty

### Tygodniowe listy przebojów
| Lista (2010)                             | Najwyższa pozycja |
| ---------------------------------------- | ----------------- |
| Australia (ARIA)                         | 3                 |
| Austria (Ö3 Austria Top 40)              | 3                 |
| Belgia (Ultratop Flandria)               | 5                 |
| Belgia (Ultratop Walonia)                | 4                 |
| Czechy (IFPI)                            | 4                 |
| Dania (Tracklisten)                      | 21                |
| Europa (European Hot 100 Singles)        | 4                 |
| Finlandia (Suomen virallinen lista)      | 5                 |
| Francja (SNEP) Download Chart            | 5                 |
| Hiszpania (PROMUSICAE)                   | 4                 |
| Holandia (Dutch Top 40)                  | 2                 |
| Irlandia (IRMA)                          | 1                 |
| Kanada (Canadian Hot 100)                | 4                 |
| Niemcy (Media Control Charts)            | 4                 |
| Nowa Zelandia (RIANZ)                    | 3                 |
| Norwegia (VG-lista)                      | 7                 |
| Polska (ZPAV)                            | 1                 |
| Szkocja (The Official Charts Company)    | 1                 |
| Szwecja (Sverigetopplistan)              | 11                |
| Szwajcaria (Media Control AG)            | 3                 |
| Stany Zjednoczone (Billboard Hot 100)    | 9                 |
| Stany Zjednoczone (Pop Songs)            | 7                 |
| Stany Zjednoczone (Rap Songs)            | 12                |
| Stany Zjednoczone (Radio Songs)          | 10                |
| Stany Zjednoczone (Hot Digital Songs)    | 7                 |
| Stany Zjednoczone (Latin Songs)          | 27                |
| Stany Zjednoczone (Latin Pop Airplay)    | 18                |
| Stany Zjednoczone (Hot Dance Club Songs) | 23                |
| Wielka Brytania (UK Singles Chart)       | 1                 |
| Wielka Brytania (UK Dance Chart)         | 1                 |
| Włochy (FIMI)                            | 7                 |

| Lista (2010)              | Pozycja |
| ------------------------- | ------- |
| Australian Singles Chart  | 18      |
| Canadian Hot 100          | 22      |
| Dutch Singles Chart       | 44      |
| European Hot 100 Singles  | 28      |
| German Singles Chart      | 31      |
| Hungarian Airplay Chart   | 26      |
| Irish Singles Chart       | 16      |
| Italian Singles Chart     | 61      |
| New Zealand Singles Chart | 24      |
| Romanian Top 100          | 78      |
| Spanish Singles Charts    | 25      |
| Swiss Singles Chart       | 24      |
| UK Singles Chart          | 20      |
| US Billboard Hot 100      | 40      |

| Kraj              | Certyfikat         |
| ----------------- | ------------------ |
| Australia         | 3× platynowa płyta |
| Belgia            | złota płyta        |
| Hiszpania         | złota płyta        |
| Kanada            | platynowa płyta    |
| Niemcy            | złota płyta        |
| Nowa Zelandia     | złota płyta        |
| Stany Zjednoczone | 2× platynowa płyta |